# Taisneiba
Taisneiba (с латг. — «Правда») — газета на латгальском языке, издававшаяся в Новосибирске с 1926 по 1937 год.

## История
Издание выходило как орган ЦК ВКП(б) и латышской секции Сибкрайкома ВКП(б). Первый номер газеты вышел 15 мая 1926 года. Ранее газета с таким же названием печаталась в Москве и Витебской губернии в 1918—1919 годах.
Периодичность выхода газеты менялась, но в основном она издавалась один раз в 1—2 недели. Так как в Новосибирске не было наборщиков-латгалов, их присылали по линии ЦК ВКП(б) из Москвы.
В октябре 1928 года Р. И. Эйхе решил закрыть издание по причине малочисленности латгалов на территории Сибири; тогда Собрание латгальских общеобразовательных курсов Новосибирска обратилось в ЦК ВКП(б), после чего Сибкрайком ВКП(б) отменил решение о её ликвидации.
В 1937 году весь актив «Тайснейбы» (22 человека) арестовали по делу редактора газеты А. Д. Эйскуля, а газета была закрыта.
В 1938 году подавляющая часть сотрудников издания была расстреляна.

## Тематика
Газета в первую очередь была предназначена для крестьян, большое внимание в «Тайснейбе» уделялось сельскому хозяйству.

## Тираж
Тираж газеты составлял 450—970 экземпляров, его часть отправляли в Москву, Ленинград и Белоруссию читателям-латгальцам.

## Сотрудники
Среди активных сотрудников были учителя С. Донат, З. Антон, агрономы К. Муйженек и М. Сибиряков, актриса А. Ю. Аболина и др.

### Редакторы
- И. Д. Силинек (1926—1928)
- А. Д. Эйсуль[2] (1929—1937)